# بحر المقتضب
بَحْرُ المُقْتَضَبِ هو أحد بحور الشعر، وسمي بالمقتضب (لأنه اقْتُضِبَ، أَيِ اقْتُطِعَ، من المُنْسَرِحِ، بحذف تفعيلته الأولى « مُسْتَفْعِلُنْ»)، وهو من دائرة المشتبه.

## وزن بحر المقتضب
وزن بحر المقتضب حسب الدوائر العروضية، ولكنه غير مستعمل:
لكنّ بحر المقتضب لا يأتي إلا مجزوءًا وجوبًا، فالتام منه غير مستعمل، وعليه فوزنه هو:
أما صيغة بحر المقتضب الأكثر استعمالًا فهي: